# Mötessekreterare
Mötessekreterare är den som för protokoll vid ett möte.  Mötet leds av en mötesordförande. Båda väljs av mötesdeltagarna på fråga av den som öppnat mötet. Ofta väljs de som är ordförande respektive sekreterare i styrelsen för den förening eller motsvarande som har kallat till mötet. 
På ett ordinärt styrelsemöte väljs normalt inte sekreterare och ordförande utan är de som är valda till dessa positioner sedan tidigare, på årsmöte eller konstituerande styrelsemöte.